# Petäjäsaari (ö i Finland, Norra Österbotten, Koillismaa, lat 65,66, long 29,17)
Petäjäsaari är en ö i Finland. Den ligger i sjön Iso-Kero och Keski-Kero och i kommunen Kuusamo i den ekonomiska regionen  Koillismaa ekonomiska region  och landskapet Norra Österbotten, i den nordöstra delen av landet, 600 km norr om huvudstaden Helsingfors. Öns area är 3,9 hektar och dess största längd är 420 meter i sydväst-nordöstlig riktning.